# Arashi (zespół muzyczny)
Arashi (jap. 嵐 „burza, nawałnica, sztorm”) – japoński boysband. Zadebiutował jako część Johnny & Associates (jap. Johnny’s Jimusho) 15 września 1999 r. w Honolulu na Hawajach.
W skład zespołu wchodzą:
- Masaki Aiba (jap. 相葉雅紀 Aiba Masaki) ur. 24 grudnia 1982
- Jun Matsumoto (jap. 松本潤 Matsumoto Jun) ur. 30 sierpnia 1983
- Kazunari Ninomiya (jap. 二宮和也 Ninomiya Kazunari) ur. 17 czerwca 1983
- Satoshi Ōno (jap. 大野智 Ōno Satoshi) ur. 26 listopada 1980
- Shō Sakurai (jap. 櫻井翔 Sakurai Shō) ur. 25 stycznia 1982

Ich styl muzyczny to głównie J-pop. Sięgają także często po R&B, hip-hop oraz rock.
W latach 1999–2001 zespół miał podpisaną umowę z wytwórnią Pony Canyon. W 2002 roku grupa przeszła do wytwórni wspomaganej przez Johnny & Associates – J-Storm, która wydaje ich produkcje do dzisiaj.
W listopadzie 2006, Arashi jako pierwsza grupa od Johnny’s Entertainment wykonała indywidualny koncert w Korei Południowej.

## Dyskografia

### Albumy
- [2001.01.24] ARASHI No.1 (Ichigou) ~Arashi wa Arashi wo Yobu~ (嵐は嵐を呼ぶ)
- [2002.05.16] 嵐 Single Collection 1999-2001
- [2002.07.17] HERE WE GO!
- [2002.10.30] Pika☆nchi: Life is Hard Dakedo Happy (ピカ☆ンチ　LIFE IS HARD だけど HAPPY)
- [2003.07.09] How’s It Going?
- [2004.07.21] Iza, Now (いざッ、Now)
- [2004.11.10] 5x5 The Best Selection of 2002-2004
- [2005.08.03] ONE
- [2006.07.05] ARASHIC
- [2007.07.11] Time
- [2008.04.23] Dream „A” live
- [2009.08.19] All the BEST! 1999-2009
- [2010.08.04] Boku no Miteiru Fuukei (僕の見ている風景)
- [2011.07.06] Beautiful World
- [2012.10.31] Popcorn
- [2013.10.23] Love
- [2014.10.22] The Digitalian
- [2015.10.21] Japonism

### Single
- [1999.11.03] A･RA･SHI
- [2000.04.05] Sunrise Nippon/Horizon (Sunrise日本/Horizon)
- [2000.07.12] Typhoon Generation (台風ジェネレーション)
- [2000.11.08] Kansha Kangeki Ame Arashi (感謝カンゲキ雨嵐)
- [2001.04.18] Kimi no Tame ni Boku Ga Iru (君のために僕がいる)
- [2001.08.01] Jidai (時代)
- [2002.02.06] A Day In Our Life
- [2002.04.17] Nice Na Kokoroiki (ナイスな心意気)
- [2002.10.17] PIKA☆NCHI
- [2003.02.13] Tomadoi Nagara (とまどいながら)
- [2003.09.03] Hadashi No Mirai/Kotoba Yorimo Taisetsu na Mono (ハダシの未来/言葉より大切なもの)
- [2004.02.18] PIKA★★NCHI DOUBLE
- [2004.08.18] Hitomi No Naka No Galaxy/Hero (瞳の中のGalaxy/Hero)
- [2005.03.23] Sakura Sake (サクラ咲ケ)
- [2005.11.16] WISH
- [2006.05.17] Kitto Daijoubu (きっと大丈夫)
- [2006.08.02] Aozora Pedal (アオゾラペダル)
- [2007.02.21] Love so sweet
- [2007.05.02] We can make it!
- [2007.09.05] Happiness
- [2008.02.20] Step and Go
- [2008.06.25] One Love
- [2008.08.20] truth/Kaze no Mukou e (truth/風の向こうへ)
- [2008.11.05] Beautiful Days
- [2009.03.04] Believe/Kumori Nochi, Kaisei (Believe／嵐｜曇りのち、快晴／矢野健太 starring Satoshi Ōno)
- [2009.05.27] Ashita no Kioku/Crazy Moon ~Kimi wa Muteki~ (明日の記憶／Crazy Moon～キミ・ハ・ムテキ～)
- [2009.07.01] Everything
- [2009.11.11] My Girl (マイガール)
- [2010.03.03] Troublemaker
- [2010.05.19] Monster
- [2010.07.07] To be free
- [2010.09.08] Love Rainbow
- [2010.10.06] Dear Snow
- [2010.11.10] Hatenai Sora (果てない空)
- [2011.02.23] Lotus
- [2011.11.02] Meikyuu Love Song
- [2012.03.03] Wild at Heart
- [2012.05.09] Face down
- [2012.06.06] Your Eyes
- [2013.03.06] Calling / Breathless
- [2013.05.29] Endless Game
- [2014.02.12] Bittersweet
- [2014.04.30] GUTS!
- [2014.05.28] Daremo Shiranai (誰も知らない)
- [2015.02.25] Sakura
- [2015.05.13] Aozora no Shita, Kimi no Tonari (青空の下, キミのとなり)
- [2015.09.02] Ai wo Sakebe (愛を叫べ)
- [2016.02.24] Fukkatsu Love (復活 LOVE)

### DVD
- [2000.06.28] Suppin ARASHI! (スッピン嵐!)
- [2002.06.12] ALL or NOTHING
- [2002.06.25] Pika☆nchi: Life is Hard Dakedo Happy (ピカ☆ンチ: Life is Hard だけど Happy)
- [2003.12.17] How’s It Going? Summer Concert 2003
- [2004.02.18] Making of PIKANCHI
- [2004.10.20] Pika☆☆nchi: Life is Hard Dakedo Happy (ピカ☆☆ンチ: Life is Hard だけど Happy)
- [2005.01.01] 2004 ARASHI! Iza, Now Tour!! (2004 嵐！ いざぁ, Now Tour!!)
- [2004.02.18] Making of Pika☆nchi Life is Hard Dakara Happy (メイキング・オブ・ピカ☆ンチ Life is Hard だから Happy)
- [2004.10.20] Pika☆nchi Life is Hard Dakara Happy (ピカ☆ンチ Life is Hard だから Happy)
- [2006.11.01] C x D x G no Arashi Vol. 1
- [2006.11.01] C x D x G no Arashi Vol. 2
- [2007.05.23] ARASHI AROUND ASIA Thailand-Taiwan-Korea
- [2007.10.03] Kiiroi Namida (黄色い涙)
- [2007.10.17] ARASHI AROUND ASIA+ in Dome
- [2008.04.16] Summer Tour 2007 Final: Time – Kotoba no Chikara (Summer Tour 2007 Final: Time – コトバノチカラ)
- [2009.03.25] ARASHI AROUND ASIA 2008 in Tokyo
- [2009.10.28] 5×10 All the BEST! CLIPS 1999-2009
- [2010.04.07] ARASHI Anniversary Tour 5×10
- [2011.01.29] Scene: Kimi to Boku no Miteiru Fūkei – Stadium
- [2011.06.15] Scene: Kimi to Boku no Miteiru Fūkei – DOME+
- [2012.05.23] Beautiful World
- [2012.12.26] Arafes
- [2013.04.24] Popcorn

## Filmografia
- 2002: Pika☆nchi: Life is Hard Dakedo Happy (ピカ☆ンチ: Life is Hard だけど Happy)
- 2004: Pika☆☆nchi: Life is Hard Dakara Happy (ピカ☆☆ンチ: Life is Hard だから Happy)
- 2007: Kiiroi Namida (黄色い涙)
- 2010: Saigo no Yakusoku (最後の約束)

## Telewizja
- [1999.10.11 – 10.29] V no Arashi (Vの嵐)
- [2002.10.05 – 2004.03.27] Nama Arashi (なまあらし)
- [2004.04.03 – 2005.03.26] Arashi no Waza Ari! (嵐の技ありっ！)
- [2001.03.25 – 2002.06.26] Mayonaka no Arashi (真夜中の嵐)
- [2002.07.03 – 2003.06.15] C no Arashi! (Cの嵐!)
- [2003.07.02 – 2005.09.28] D no Arashi! (Dの嵐!)
- [2005.10.05 – 2006.09.25] G no Arashi! (Gの嵐!)
- [2005.04.09 – 2007.10.06] Mago Mago Arashi! (まごまご嵐！)
- [2007.10.20 – 2008.03.29] Golden Rush Arashi
- [2006.10.02 – 2010.03.22] Arashi no Shukudai-kun (嵐の宿題くん)
- [2008.04.10 – xxx] Himitsu no Arashi-chan (ひみつの嵐ちゃん！)
- [2008.04.12 – xxx] VS Arashi (VS嵐)
- [2010.04.24 – xxx] Arashi ni Shiyagare (嵐にしやがれ)